# Violência étnica no Sudão do Sul
A violência étnica no Sudão do Sul tem um longo histórico entre os diversos grupos étnicos sul-sudaneses. O Sudão do Sul tem 64 tribos com a maior sendo os dinkas, que constituem cerca de 35% da população, e predominam no governo. A segunda maior são os nueres. Os conflitos são frequentemente agravados entre os grupos nômades pela questão do gado e das terras de pastagem e faz parte dos conflitos nômades sudaneses mais amplos.
Em 2010, Dennis Blair, o Diretor de Inteligência Nacional dos Estados Unidos, emitiu um alerta de que "nos próximos cinco anos, ... um novo assassinato em massa ou genocídio é mais provável de ocorrer no sul do Sudão." Em abril de 2017, Priti Patel, secretária do Departamento de Desenvolvimento Internacional do Reino Unido, declarou a violência no Sudão do Sul como genocídio.

## Contexto

### Incursões nômades
Os procedentes dos murles e Lou Nueres são, em grande parte, criadores de gado nômades. O gado é usado como alimento e como reserva de riqueza. São necessárias vinte vacas para comprar uma noiva se um jovem deseja se casar, o que incentiva o abigeato. A violência entre os dois grupos remonta a gerações, exacerbada por tensões sobre a terra e a água. Os ataques costumam ter como alvo uma aldeia inteira, por meio de incêndios nas cabanas redondas de palha. As milícias frequentemente sequestram crianças durante as incursões, que são criadas como se fossem suas. Isto é visto como um método, nomeadamente entre os murles, para aumentar os números do pequeno grupo minoritário. Nas gerações passadas, os ataques utilizavam machetes e paus. No entanto, após décadas de guerra civil, a região está repleta de armas e os jovens agora estão armados com armas de alta potência. Em 2017, organizações locais disseram que mais de 5.000 pessoas foram mortas desde 2011 em incursões no Sudão do Sul.

### Exército de Libertação do Povo do Sudão
O partido governante, o Movimento de Libertação do Povo do Sudão (SPLM), e a sua força armada, o Exército de Libertação do Povo do Sudão (SPLA), foram acusados de serem dominados pelos dinkas. Muitos se referem ao domínio dos dinkas como a "Dinkocracia". Um grupo de lobbying dinka conhecido como "Conselho de Anciãos de Jieng" é frequentemente acusado de estar por trás das políticas linha dura do Movimento de Libertação do Povo do Sudão. Embora o exército costumava atrair homens de todas as tribos, durante a Guerra Civil Sul-Sudanesa, o SPLA se tornou em grande parte uma milícia de soldados do reduto dinka de Bahr el Ghazal, região natal do Presidente Kiir e do Chefe do Estado-Maior, e o exército era frequentemente referido dentro do país como "o exército Dinka". Muitas das piores atrocidades cometidas foram atribuídas a um grupo conhecido como "Mathiang Anyoor" (lagarta marrom) ou "Dot Ke Beny" (resgatar o presidente), uma milícia de dinkas formada para proteger Kiir e Paul Malong Awan, embora o SPLA reivindique que seja apenas mais um batalhão.

### Movimento Democrático do Sudão do Sul
O Movimento Democrático do Sudão do Sul (SSDM) é um grupo rebelde fundado em 2010 por George Athor depois que ele perdeu uma eleição contestada. O grupo também incorpora e apoia outras facções como parte de uma ampla coalizão daqueles que se queixam da negligência do SPLA dominado pelos dinkas. Isso inclui notavelmente aqueles compostos por minorias étnicas, como o povo murle que lidera a Facção Cobra e o povo shilluk que lidera a Facção do Alto Nilo. Em uma estratégia de cooptação conhecida como "grande tenda", o governo muitas vezes compra milícias comunitárias e perdoa seus líderes. Outros chamam o uso de rebelião para receber cargos públicos como "má cultura" e um incentivo para se rebelar.

## Conflito Murle-Nuer

### Massacre de Uror (2011)
Em 18 de agosto de 2011, um ataque no condado de Uror, no norte de Jonglei, teria sido lançado por membros da tribo murle depois de grupos armados se infiltrarem nos distritos de Peiri e Pulchuol (Payams) por volta das cinco da manhã. Acredita-se que o ataque tenha sido uma operação de vingança contra a tribo Lou Nuer após um ataque aos murles em junho anterior no condado de Pibor. Pelo menos 640 pessoas foram mortas e os agressores incendiaram mais de 3.400 casas e o hospital administrado pelos Médicos Sem Fronteiras. Uma estimativa inicial mostrou que 38.000 cabeças de gado foram roubadas e 208 crianças foram sequestradas.

### Massacre de Pibor (2011–2012)

Bandeira do Exército Branco Nuer.

Em 25 de dezembro de 2011, o Exército Branco Nuer divulgou um comunicado declarando sua intenção de "eliminar toda a tribo murle da face da terra como a única solução para garantir a segurança a longo prazo do gado dos nueres" e atacar o pessoal das Nações Unidas e do SPLA caso interferirem. A Missão das Nações Unidas no Sudão do Sul (UNMISS) enviou capacetes azuis para Pibor em 30 de dezembro em um esforço para evitar um ataque de 6.000 jovens armados Lou Nueres. O secretário-geral das Nações Unidas, Ban Ki-moon, e a chefe da UNMISS, Hilde Johnson, conclamaram os combatentes Lou Nueres e Murles a depor as armas e permitir que o governo do Sudão do Sul trabalhe com eles em direção a uma solução duradoura para a crise. Ativistas, incluindo o Minority Rights Group International, alertaram sobre o genocídio no conflito.
Às 15h do dia 31 de dezembro, entre 3 e 6.000 membros da tribo Lou Nuer atacaram uma parte de Pibor não protegida pelos capacetes azuis da ONU. Foi relatado que casas foram incendiadas e grande parte da cidade, incluindo o aeroporto e o hospital principal, foram ocupados. Os Lou Nueres teriam perseguido membros dos murles que fugiam para o sul. O governo do Sudão do Sul prometeu enviar mais militares e 2.000 policiais à cidade para reforçar as 800 tropas que já estavam lá. A instituição beneficente de assistência médica Médecins Sans Frontières (MSF) disse que perdeu contato com 130 de seus funcionários, que foram forçados a fugir para a mata devido ao ataque. Os MSF declararam que um hospital e duas clínicas outreach foram invadidas, com alguns relatos afirmando que o hospital foi incendiado. Também ocorreram saques nas instalações dos MSF.
Em 2 de janeiro, a maioria das forças dos Lou Nueres teriam deixado Pibor e começado a se mover para o sudeste com um porta-voz da ONU dizendo que eles estavam "quase certamente à procura de gado". A ONU disse que manteve com sucesso a maior parte de Pibor ao lado das tropas do exército sul-sudanês. Também aconselhou as pessoas na área a "se dispersarem no mato para sua segurança". As estimativas para o número de deslocados variam de até 50.000, e mais de 30 foram mortos e cerca de 80 ficaram feridos. O SPLA despachou 3.000 soldados e 800 policiais para apoiar a guarnição do governo em Pibor. Em 5 de janeiro, Joshua Konyi, o comissário do condado de Pibor e um murle, estimou que 2.182 mulheres e crianças e 959 homens foram mortos, 1.293 crianças foram sequestradas e 375.186 vacas foram roubadas. As Nações Unidas estimaram um total de 900 mortos entre dezembro de 2011 e fevereiro de 2012 como resultado dos confrontos nueres-murles, antes da campanha de desarmamento do governo sul-sudanês em março.
Um acordo de paz foi assinado em maio de 2012 por representantes de seis comunidades étnicas no estado de Jonglei.

### Ataque no condado de Akobo (2013)
Em fevereiro de 2013, um ataque por um grupo de jovens murles armados matou mais de 100 civis e 14 soldados do SPLA.

### Guerra Civil Sul-Sudanesa
As Forças da Grande Pibor se separaram da Facção Cobra, que havia assinado um acordo de paz com o governo. Eles se juntaram às forças de oposição e um de seus desacordos com o governo foi o alegado incentivo aos murles, como um método de dividir e governar, para lutar contra os grupos nueres em Jonglei, já que alguns grupos como o Exército Branco Nuer lutaram contra o governo.

#### Incursão em Gambela em 2016
Em 15 de abril de 2016, combatentes murles no Sudão do Sul cruzaram para as áreas de Jikawo e Lare da região de Gambela (que acolhe cerca de 300.000 refugiados sul-sudaneses) na Etiópia e mataram pelo menos 208 pessoas, roubaram 2.000 cabeças de gado e sequestraram pelo menos 108 mulheres e crianças da tribo nuer. As tropas etíopes mataram cerca de 60 homens armados e cruzaram a fronteira com a permissão do governo sul-sudanês para rastrear os sequestradores no que alguns consideraram ser o transbordamento dos combates para a Etiópia. Em 2017, cerca de 100 crianças foram resgatadas.

#### Incursão em Gambela em 2017
Em março de 2017, cerca de 1.000 homens armados murles do estado de Boma invadiram a região de Gambela, na Etiópia, e sequestraram 43 crianças. Eles foram perseguidos pelos militares etíopes.

#### Massacre do condado de Uror em 2020
Em fevereiro de 2020, em Jonglei, acredita-se que mais de 200 mulheres e crianças foram sequestradas. Pelo menos 287 pessoas foram mortas nos confrontos murles-nueres a partir de 16 de maio de 2020. Como parte do acordo para encerrar a guerra civil, o número de estados foi reduzido para dez. No entanto, houve desacordos sobre quem seriam os novos governadores e, embora o acordo diminuísse a violência política, o aumento da violência intercomunitária foi atribuído ao vácuo de poder resultante.

## Conflito Dinka-Nuer

### Segunda Guerra Civil Sudanesa
Durante a Segunda Guerra Civil Sudanesa, várias facções se separaram do SPLA, muitas vezes ao longo de linhas étnicas e foram financiadas e armadas por Cartum. A mais notável foi o Exército Popular de Libertação do Sudão - Nasir (SPLA-Nasir), fundado em 1991 por Riek Machar como uma tentativa dos nueres de substituir John Garang.
O Movimento de Libertação do Sudão do Sul foi formado em 1999 como uma facção dominada pelos nueres na Guerra Civil.

#### Massacre de Bor (1991)
Como resultado dos conflitos internos, mais sulistas morreram nas mãos uns dos outros do que foram mortos por nortistas durante a guerra. No massacre de Bor em 1991, estima-se que 2.000 civis foram mortos pelo SPLA-Nasir e pelo Exército Branco Nuer e outros estimados 25.000 morreram da fome resultante nos anos seguintes.

### Guerra Civil Sul-Sudanesa

Bandeira do Movimento de Libertação do Sudão do Sul.

Em abril de 2011, o Exército de Libertação do Sudão do Sul, agora liderado por Peter Gadet, anuncia sua formação como um exército rebelde lutando contra as principais forças do SPLA. Em 2011, o Exército de Libertação do Sudão do Sul confrontou com criadores de gado tribais no estado de Warrap, ao sul de Abyei. As autoridades sulistas acusam os rebeldes de serem apoiados pelo governo de Cartum de al-Bashir e afirmaram que os rebeldes estavam mobilizando os Misseriya contra o SPLA no Estado de Unidade. Para reprimir a rebelião, foi alegado que o SPLA incendiou mais de 7.000 casas no estado de Unidade em maio de 2011.

#### Pogroms anti-nueres (2013)
Em 2013, após um ano de agravamento das mudanças no governo e no partido, incluindo a demissão do vice-presidente Riek Machar e de todo o gabinete em junho, os combates entre soldados nueres e dinkas do SPLA eclodiram em Juba em dezembro, provocando a Guerra Civil Sul-Sudanesa. Uma rebelião rapidamente se espalhou por todo o país, com tropas desertadas leais a Machar e o Exército de Libertação do Sudão do Sul assumindo Bentiu, Malakal e Bor.
Imediatamente após o motim inicial em Juba, os soldados nueres, sobrepujados e em fuga, partiram em direção a Terekeka, ao norte de Juba, não deixando nenhum soldado nuer na cidade. As tropas dinkas do SPLM, lideradas pelo Tenente General Marial Chanuong, foram auxiliadas por guias internos para buscas de casa em casa por nueres nas áreas nueres de Juba. No bairro de Gudele, cerca de 200-400 homens nueres foram cercados em uma sala em uma delegacia de polícia e eram alvejados pelas janelas durante dois dias caso os soldados notassem sinais de vida. Houve cerca de doze sobreviventes. Um relatório da União Africana citou tortura aos nueres, tais como sendo forçados a comer carne e sangue humanos e saltarem sob o fogo. O número oficial de mortos não foi divulgado, pois a Human Rights Watch notou que as tropas do governo sul-sudanês bloquearam o acesso e estavam protegendo fortemente Gudele e outros afetados, agora subúrbios abandonados de Juba. O The Guardian também relatou que 21 jovens nueres, bem como três mulheres, foram mortos em dois outros incidentes, enquanto a Human Rights Watch cita relatos de testemunhas oculares de caminhões com corpos transportados para um local não revelado em 18 de dezembro de 2013. Os funcionários do governo não anunciaram uma lista dos mortos ou a localização dos corpos e negaram ter conhecimento de quaisquer assassinatos. Muitas das mortes foram cometidas pelo Mathiang Anyoor. Buscas de porta a porta similares de membros da etnia nuer foram relatados na capital detida pelo governo do estado do Alto Nilo, Malakal.

#### Massacre de Bentiu (2014)
Durante a Guerra Civil Sul-Sudanesa, forças identificadas pela ONU como Movimento Popular de Libertação do Sudão na Oposição (SPLM-IO) massacraram cerca de 200 civis, em sua maioria não nueres, em abril de 2014.

#### Massacre de Mapel (2014)
Em 25 de abril de 2014, as tensões étnicas entre os recrutas nueres do SPLA e os civis dinkas escalaram em Mapel, na época parte de Bahr al-Ghazal Ocidental, resultando em altercações e assassinatos. Em resposta, os soldados dinkas da 5.ª Divisão do SPLA, liderados por Bak Akoon Bak, massacraram seus colegas nueres no centro de treinamento local, matando entre 40 e 200 nueres. Os soldados sobreviventes fugiram para o mato, alguns se juntando aos rebeldes locais do SPLM-IO ou começando a fugir para o norte. Juntamente com centenas de outros desertores nueres de Wau e mais tarde de Bahr al-Ghazal do Norte, os desertores nueres marcharam até o Sudão para escapar de processos étnicos e das forças leais ao SPLA. 

## Conflito Murle-Dinka

### Guerras Civis Sudanesas
Já em 1963, durante a Primeira Guerra Civil Sudanesa, Cartum começou a armar a tribo murle, tradicional inimiga dos dinkas e nueres, para lutar contra a rebelião sulista. Às vezes, territórios tribais inteiros eram afiliados a um lado ou ao outro, e a violenta guerra norte-sul tornou-se um fator determinante nas relações entre as tribos, infundindo antigas hostilidades com uma nova dimensão política. Com o acordo de paz em 2005, as milícias tribais escolheram entre ser absorvidas pelo SPLA ou seguir para o norte e se juntar às forças armadas lá. A maioria optou aderir aos seus antigos inimigos do SPLA como uma questão de sobrevivência. Outros, como os combatentes da tribo murle, optaram por se juntar ao exército do norte. Hoje, há muitos oficiais do exército murle em Cartum, e eles dizem que a tribo está sendo punida por isso.

### Rebelião da Facção Cobra

A Área Administrativa da Grande Pibor (destacada) foi criada como parte de um acordo de paz entre o governo e o grupo rebelde majoritariamente murle, a Facção Cobra, em 2014.

A bandeira da Facção Cobra, dominada pelos murles; uma dissidência do mais amplo Exército de Defesa do Sudão do Sul, foi liderada por David Yau Yau e depois por Khalid Boutros

David Yau Yau liderou uma facção do Movimento Democrático do Sudão do Sul (SSDM) dominado pelos murles, conhecida como Facção Cobra, contra o governo em 2010. Ele assinou um cessar-fogo com o governo sul-sudanês em junho de 2011, o qual integrou sua milícia ao SPLA. No entanto, desertou novamente em abril de 2012, citando abusos do SPLA no condado de Pibor na campanha de desarmamento de março a outubro de 2012 que se seguiu aos confrontos murles-nueres, chamada Operação Restore Hope. Ele agora afirmava estar lutando por um estado separado para os murles. Durante a Guerra Civil em janeiro de 2014, o governo assinou um acordo de paz com a Facção Cobra, que criou em maio daquele ano uma área semiautônoma chamada Área Administrativa da Grande Pibor para aumentar as populações minoritárias dentro de suas fronteiras e David Yau Yau foi nomeado administrador-chefe, equivalente ao governador do estado. Nem todos os generais da Facção Cobra ficaram satisfeitos e um grupo dissidente chamado Forças da Grande Pibor se formou, alegando que o SPLM estava incitando os murles a atacar os Lou Nueres como uma forma de dividir para governar. Além disso, na véspera de Natal de 2015, Salvar Kiir anunciou um aumento no número de estados de 10 para 28 e, cinco dias depois, empossou todos os novos governadores nomeados por ele. As novas fronteiras dão aos dinkas de Kiir uma maioria em localizações estratégicas. Isso substituiu a Área Administrativa da Grande Pibor pelo Estado de Boma e substituiu Yau Yau por Baba Medan Konya, enfurecendo a Facção Cobra. Em setembro de 2016, a Facção Cobra, agora liderada por Khalid Boutros declarou guerra contra o governo, mas em março de 2017, Boutros dissolveu a facção para incorporá-la à facção mais ampla, a Frente de Salvação Nacional liderada por Thomas Cirillo.

### Conflito Jonglei-Boma
As incursões para capturar gado entre os dinkas no estado majoritariamente dinka de Jonglei e dos murles no estado majoritariamente murle de Boma levaram a um acordo de paz entre os dois estados em 5 de dezembro de 2016 e à formação de uma força policial conjunta recrutada nos estados de Jonglei, Boma e Bieh. No entanto, os ataques entre estados continuaram. Em março, jovens armados e soldados do estado de Jonglei atacaram e capturaram Kotchar, no estado de Boma. As autoridades do estado de Boma, assim como Khalid Boutros da Facção Cobra, acusam o SPLA de apoiar os ataques ao estado de Boma. Em novembro de 2017, homens armados murles atacaram uma aldeia dinka do condado de Duk Payuel em Jonglei, matando 45 pessoas e sequestrando cerca de 60 mulheres e crianças.

### Ataques retaliatórios na Grande Jonglei em 2020
No início de 2020, os militantes tribais Lou Nueres lançaram ataques contra os murles na região de Pibor, matando muitos e fazendo com que milhares fugissem para a mata ou procurassem abrigo em uma base da UNMISS em Pibor. Esses ataques foram possivelmente motivados por casos de roubo de gado e desejo de vingança por confrontos e massacres anteriores. Em maio, os militantes murles responderam atacando e destruindo as aldeias Lou Nueres na área, massacrando até 211 pessoas. A violência se concentrou na cidade de Pieri, onde três trabalhadores humanitários foram assassinados em meio aos combates. A UNMISS prontamente implantou mais capacetes azuis na área para restaurar a ordem. Outra onda de violência estourou em 15 de junho, quando as forças Lou Nueres se aliaram aos militantes dinkas de Bor para atacar os murles. No decorrer de diversos raides e combates pesados, vários assentamentos foram destruídos ou danificados, milhares foram forçados a fugir e um grande número de gado foi roubado. Soldados uniformizados foram avistados durante os confrontos, sugerindo que o exército ou antigas forças rebeldes haviam se juntado às milícias irregulares. O presidente Kiir respondeu formando um comitê de alto nível incumbido de controlar a situação em Jonglei.

## Conflito Shilluk-Dinka

### Campanha de desarmamento shilluk (2010)
Muitos do povo shilluk sustentam que os soldados dinkas, bem como os dinkas e nueres do Exército de Libertação do Povo do Sudão cometeram abusos na tentativa de desarmá-los no verão de 2010. O SPLA incendiou dezenas de aldeias, estuprou centenas de mulheres e meninas e matou um número incontável de civis no Reino de Shilluk. Mais de 10.000 pessoas foram deslocadas em meio à estação chuvosa e afugentadas para a floresta, muitas vezes nuas, sem cama, abrigo ou comida, com muitas crianças morrendo de fome e frio. Civis que alegam tortura pelo SPLA afirmaram que unhas eram arrancadas, sacos plásticos ardentes gotejados sobre as crianças para fazer seus pais entregarem armas e aldeões queimados vivos em suas cabanas caso rebeldes fossem suspeitos de passar a noite lá. O Conselho de Direitos Humanos das Nações Unidas relatou muitas dessas violações e o frustrado diretor de uma agência de ajuda internacional com sede em Juba chamou-as de "abusos dos direitos humanos na escala Richter".

### Rebeliões das Forças Agwelek, das Novas Forças da Facção Tigre e da Mudança Democrática
John Uliny, do povo shilluk, liderou a Facção do Alto Nilo do Movimento Democrático do Sudão do Sul na rebelião. Em março de 2011, nos confrontos entre a Facção do Alto Nilo de Uliny e o SPLA ao norte de Malakal, o Movimento Democrático do Sudão do Sul alegou que o SPLA matou 168 civis e nomeou seis aldeias que o SPLA incendiou. Mais tarde, a Human Rights Watch confirmou que mais de 60 shilluks foram mortos e mais de 7.000 deslocados. O relatório oficial das Nações Unidas contabilizou 62 mortos, 70 feridos e 7.625 deslocados, mas não se sabe quantas pessoas foram realmente mortas. Durante a guerra civil, em fevereiro de 2016, 18 pessoas foram mortas, incluindo dois membros da equipe dos Médecins Sans Frontières, em confrontos entre jovens shilluks e dinkas em um local de "proteção de civis", que muitas vezes são divididos por grupos étnicos para evitar combates.
Uliny entrou em negociações de paz e aceitou uma anistia do governo em 2013. No entanto, durante a guerra civil, depois que Kiir propôs a ideia de criar novos estados (que dariam aos dinkas de Kiir maiorias fortes) e os shilluks sentirem que dividiriam sua terra natal, Uliny mudou de lado para lutar com SPLM-IO em abril de 2015. Suas forças eram agora conhecidas como o exército "Agwelek". Em 16 de maio de 2015, as forças Agwelek e elementos do SPLM-IO capturaram a capital do Alto Nilo, Malakal, bem como Anakdiar e áreas ao redor de Fashoda. O grupo disse que pretende dirigir seus assuntos de forma autónoma dos demais no estado do Alto Nilo e o SPLM-IO afastou-se das alegações de que fosse o responsável pelo grupo de Olony e afirmou que os interesses de Olony simplesmente coincidem com os seus. O SPLM-IO afirmou que entendia o sentimento da comunidade shilluk de procurar um nível de independência e que essa foi a razão pela qual o SPLM-IO no ano anterior criou o estado de Fashoda para o reino de Shilluk e nomeou Tijwog Aguet, um shilluk, como governador.
Uma vez que as forças Agwelek predominantemente shilluk aderiram, em julho de 2016, ao SPLM-IO, que celebrou um acordo de paz com o governo, alguns shilluks se sentiram insatisfeitos. Após o estabelecimento dos novos estados, um novo grupo composto principalmente por shilluks formou as "Novas Forças da Facção Tigre" (TFNF), liderada pelo General Yoanes Okij, alegando que os novos estados dão poder sobre as terras dos shilluks aos dinkas. Também rejeitaram a adesão ao SPLM-IO ou o acordo de paz e pediram a restauração das fronteiras originais de 1956 dos territórios dos shilluks. Em setembro de 2016, o político shilluk Lam Akol, líder do maior partido da oposição, o Mudança Democrática, anunciou uma nova facção chamada Movimento Democrático Nacional (NDM) para depor Kiir. Yohanis Okiech então juntou-se ao Movimento Democrático Nacional, predominantemente shilluk, como vice-chefe do estado-maior. Em janeiro de 2017, as forças de Olony trabalhando para o SPLM-IO emboscaram e mataram Yohanis Okiech.
Na região do Alto Nilo, grande parte dos combates em 2016–2017 foi entre o SPLA e a Facção do Alto Nilo de Uliny aliada ao SPLA-IO. Durante este conflito, os shilluks em Wau Shilluk foram forçados a deixar suas casas e Yasmin Sooka, diretora da Comissão de Direitos Humanos no Sudão do Sul, afirmou que o governo estava se engajando em "engenharia social" depois de transportar 2.000 pessoas, em sua maioria dinkas, para as áreas abandonadas. O rei do Reino de Shilluk, Kwongo Dak Padiet, afirmou que seu povo estava em risco de extinção física e cultural. Também alegou que o SPLA destruiu várias aldeias e que seus advogados estavam preparando um caso perante o Tribunal Penal Internacional contra oficiais superiores do SPLA e membros do Conselho de Anciãos de Jieng.

## Conflito Fertit-Jur-Dinka

### Segunda Guerra Civil Sudanesa
Durante a Segunda Guerra Civil Sudanesa, muitos dos fertits, que se referem aos vários grupos bantus na região de Bahr el Ghazal, como os bandas e os bingas, lutaram em nome do governo central em Cartum contra o SPLA. As milícias fertits frequentemente atacavam civis dinkas, com a força policial em Wau, composta por dinkas, lutando pelos dinkas.
Outro grupo que tradicionalmente habita o Bahr El Ghazal é o povo Jur. Em março de 2011, um confronto entre pastores dinkas do estado de Lagos e agricultores Jur da Equatória Ocidental por questões de terra deixou sete mortos e cinco feridos. Isso aconteceu após um confronto semelhante por pastagens que matou dez pessoas no mês anterior. As duas comunidades assinaram um memorando de entendimento em setembro de 2011.

### Guerra Civil Sul-Sudanesa
Em 2016, cerca de um ano após a assinatura do Acordo de Paz de Compromisso, grupos de jovens da etnia dinka e o SPLA alvejaram membros dos fertits em Wau, matando dezenas e forçando mais de 120.000 a fugir de suas casas.
Em abril de 2017, Mathiang Anyoor liderado pelo General Thayip Gatluak atacou Wau, visando os povos Jur e Fertit, matando pelo menos dezoito pessoas.

## Conflito Equatoriano-Dinka

### Guerra Civil Sul-Sudanesa
Após o Acordo de Paz de Compromisso, alguns observadores sentiram que o governo estava se apegando ao acordo de paz para manter a ajuda internacional enquanto apoiava campanhas para aumentar o controle dinka sobre a terra e os recursos tradicionalmente mantidos por outros grupos. Na Equatoria Ocidental, depois que criadores de gado dinkas, supostamente apoiados pelo SPLA, ocuparam terras agrícolas, jovens zandes insurgiram-se em grupos armados, notadamente os Arrow Boys. Uma nova facção rebelde que se autodenomina Partido Democrático Federal do Sudão do Sul (diferente, mas relacionado à facção rebelde maior, de nome semelhante, liderada por Peter Gadet, Gabriel Chang e Gathoth Gatkuoth), composta principalmente por lotukos formados durante este tempo devido a percepções crescentes de maus-tratos pelo governo "dinka" e assumiu um posto avançado do SPLA na Equatória Oriental.
Durante a maior parte da Guerra Civil Sul-Sudanesa, os combates se concentraram na região do Grande Nilo Superior. Após os confrontos em Juba em 2016, os combates se espalharam para o refúgio anteriormente seguro de Equatoria, onde a maior parte das forças do SPLM-IO estavam abrigadas. Os relatos apontam que ambos os lados alvejaram civis em linhas étnicas entre os dinkas e as dezenas de grupos étnicos entre os equatorianos que estão historicamente em conflito com os dinkas, como os Karos, que incluem os baris. Testemunhas relataram que os soldados dinkas ameaçaram os aldeões dizendo que matarão todos os Kakwa, outro povo Karo, por seu suposto apoio a Machar e a chacina do povo pojulu, embora poupem aqueles que possam falar a língua dinca. Muitas das atrocidades em torno de Yei são atribuídas ao Mathiang Anyoor. Uma investigação da ONU afirma que o estupro estava sendo usado como uma ferramenta de limpeza étnica e Adama Dieng, o Conselheiro Especial da ONU para a Prevenção do Genocídio, alertou sobre genocídio após visitar áreas de conflito em Yei. Em 4 de abril de 2017, uma milícia pró-governo supostamente liderada pelo major-general Gildo Oling atacou principalmente os acholis em Pajok e o SPLA-IO afirmou que 200 civis foram mortos.
Muitas das facções de autodefesa formadas entre os equatorianos têm como alvo civis dinkas, incluindo em um caso em que um comboio de veículos comerciais ao longo da estrada Juba-Yei foi parado, os seus ocupantes separados em dinkas e não-dinkas, e os dinkas foram executados, com até 21 pessoas mortas. Entre os refugiados fugindo da violência também estão alguns dinkas, que enfrentaram a violência dentre os equatorianos nos campos de refugiados como retaliação. As autoridades ugandenses frequentemente abrigam refugiados dinkas separadamente para minimizar a violência.

## Conflito Dinka-Árabe
Em janeiro de 2011, confrontos entre árabes misseriya nômades e o povo dinka mataram 'dezenas' em Abyei antes do referendo da independência. Uma fonte de tensão teria sido o atraso na realização de um referendo separado para a região de Abyei. Os dinkas apoiaram amplamente a independência do Sudão do Sul durante a Segunda Guerra Civil Sudanesa. Em fevereiro, em um mercado em Abyei, três pessoas morreram e 300 buscaram refúgio em um complexo da missão das Nações Unidas (UNMIS). No mesmo mês, em Todach, Abyei, dez pessoas morreram quando milícias armadas invadiram um posto policial. As autoridades do sul-sudanesas relataram que alguns dos agressores eram Misseriya, mas alegaram que o ataque em si estava conectado a uma milícia patrocinada pelo governo de Cartum. Em março, outro ataque da milícia em uma cidade de Abyei matou 30 pessoas, enquanto a milícia incendiava centenas de moradias e cerca de 25.000 pessoas fugiam da cidade de Abyei, migrando para o sul. As Nações Unidas, em seguida, enviaram em 100 capacetes azuis. As forças armadas do norte e do sul do Sudão implantaram armas pesadas na região. Em abril, o presidente do Sudão, Omar al-Bashir, emitiu um comunicado dizendo que não aceitará a independência do Sudão do Sul conforme votada no referendo de janeiro, a menos que o norte assuma o controle da região rica em petróleo de Abyei. Um esboço de proposta do sul reivindica Abyei. Em maio, os tanques do Sudão entram em Abyei, em uma tentativa de expulsar as forças do sul. A ONU, os EUA e o Reino Unido condenaram esta ação. No final do mês, a União Africana divulga que um acordo provisório foi alcançado, estabelecendo uma linha de cessar-fogo preliminar de 20 quilômetros e uma região desmilitarizada em Abyei. Em junho, a ONU informa que 146.000 pessoas foram deslocadas na região de Abyei, na zona fronteiriça disputada.